# تكون المشيمة
يشير مصطلح تكون المشيمة في علم الأحياءإلى تكوُّن المشيمات، من حيث النوع والبنية، أو ترتيبها. وتكمن وظيفة تكوُّن المشيمة في نقل العناصر الغذائية من أنسجة الأمهات للـجنين المتنامي. وتشتهر عملية تكوُّن المشيمة في الثدييات الإناث الحوامل (ثدييات حقيقية)، ولكنها تحدث أيضًا في الحيوانات الأخرى والبيض مثل (تكوُّن مشيمة الكيس المحي) وكاسيات البذور.

## تكوُّن المشيمة في الثدييات
تتشكل المشيمة في الثدييات ذات المشيمة، بعد عملية زرع الجنين في جدار الرحم. ويتصل الجنين الحي النامي بالمشيمة عن طريق الحبل السُري. وتصنف المشيمات في الحيوانات بناءً على عدد الأنسجة التي تفصل بين دم الأمهات ودم الجنين.

أنواع التكوُّن المشيمي في الحيوانات كالتالي:
- تكوُّن مشيمي بطاني مشيمائي (على سبيل المثال في معظم آكلات اللحوم مثل القطط والكلاب).
- تكوُّن مشيمي ظهاري مشيمائي (على سبيل المثال في الحيوان المجتر والحصان والحوت والرئيسيات المنخفضة).
- تكوُّن مشيمي دموي مشيمائي (على سبيل المثال في الرئيسيات ذات المرتبة العالية بما في ذلك الإنسان وأيضًا في خنزير غينيا والأرانب والفئران. والجرذان)[1]

يأتي دم الأمهات في التكون المشيمي الدموي المشيمائي عن طريق الاتصال المباشر مع مشيمة الجنين، وهو ما لا يحدث في النوعين الآخرين. قد تستفيد المشيمة من النقل الأكثر فاعلية للمواد الغذائية وغيرها، ولكنها أيضًا أكثر صعوبة فيما يتعلق بنظم التحمل المناعي أثناء الحمل لتجنب رفض الجنين.
يتمثل التكوُّن المشيمي أثناء الحمل في تشكيل المشيمة ونموها داخل الرحم. يحدث هذا التكوُّن بعد زرع الجنين في جدار الرحم وينطوي على إعادة تشكيل الأوعية الدموية من أجل توفير الكمية اللازمة من الدم. ويحدث التكوين المشيمي في الإنسان من 7-8 أيام بعد الإخصاب.
تتطور المشيمة في الإنسان على النحو التالي. تنمو الزغابات المشيمية (من الجنين) على القطب الجنيني، لتشكل المشيماء الشعثاء. وتنتكس الزغابات على الجانب المقابل (القطب الجنيني) وتشكل المَشيمة المَلْساء (المشيماء الملساء) ذات السطح الأملس. تشكل بطانة الرحم (من الأم) فوق المشيماء الشعثاء (يُسمى هذا الجزء من بطانة الرحم "الساقط القاعدي") الصفيحة الساقطية. ترتبط الصفيحة الساقطية بالمشيماء الشعثاء بإحكام وتستمر لتشكيل المشيمة الفعلية. تكون بطانة الرحم على الجانب المقابل للساقط القاعدي هي الساقط الجداري. وتندمج هذه مع المشيمة الملساء، وبهذا يمتلئ تجويف الرحم تمامًا.
يشير مصطلح تكوُّن ثنائي المشيماء في حالة التوائم إلى وجود مشيمتين (في جميع توائم ثنائي الزيجوت وبعض توائم أحادي الزيجوت). بينما يحدث التكون أحادي المشيمة عندما توضع توائم أحادية الزيجوت مع مشيمة واحدة فقط وتكون أكثر عرضة للمضاعفات أثناء الحمل. وقد يؤدي تكوُّن المشيمة غير الطبيعي إلى إنهاء الحمل مبكرًا، على سبيل المثال في مقدمات الارتعاج.

## تكوُّن المشيمة في النباتات
يحدث تكوُّن المشيمة في كاسيات البذور حيث ترتبط البُيَيضات داخل المبيض. ويتم إرفاق البُيَيضات داخل مبيض الزهور (التي تصبح فيما بعد بذور داخل الفاكهة) عبر الحَبْلات، ويعادل الجزء النباتي الحبل السري لدى الإنسان. ويشار إلى جزء المبيض الذي يرتبط بالحبلات على أنه مشيمة.
ويشير مصطلح تكوُّن المشيمة في علم النبات أكثر إلى ترتيب المشيمات داخل الزهرة والفاكهة. تشمل أنواع تكوُّن المشيمة التالي:
- تكوُّن المشيمة القاعدية: تقع المشيمة في قاعدة (أسفل) المبيض. سواء أكانت كربلة بسيطة أو مركبة.
- تكوُّن المشيمة القمية: حيث تقع المشيمة في قمة (أعلى) المبيض. سواء أكانت كربلة بسيطة أو مركبة.
- تكوُّن المشيمة الجدارية: تقع المشيمات على جدار المبيض داخل مبيض غير مجزء. كربلة مركبة.
- تكوُّن المشيمة المحورية: يتم تقسيم المبيض عن طريق البرامق الإشعاعية مع المشيمات في كربلة مركبة خلوية منفصلة.
- التكوُّن المشيمي الحر أو المركزي: حيث تقع المشيمات في العمود المركزي في المبيض غير المجزء. كربلة مركبة.
- التكوُّن المشيمي الهامشي: هناك مشيمة واحدة مستطيلة فقط على جانب المبيض. ويتضح ذلك في البقوليات. كربلة بسيطة.

## معرض صور

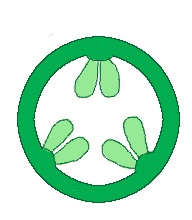
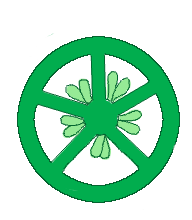
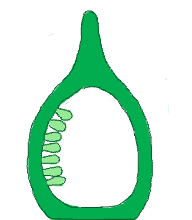
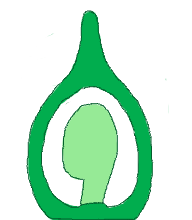
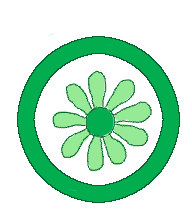

## وصلات خارجية
- Flowers  At:  How to Identify Plants  At:  Contents  At:  Homepage: Botany Online - The Internet Hypertextbook  At:  B-Online  At:  teaching stuff  At:  Department of Biology (This page in English)  At:  Fachbereich Biologie